# Greifenorden

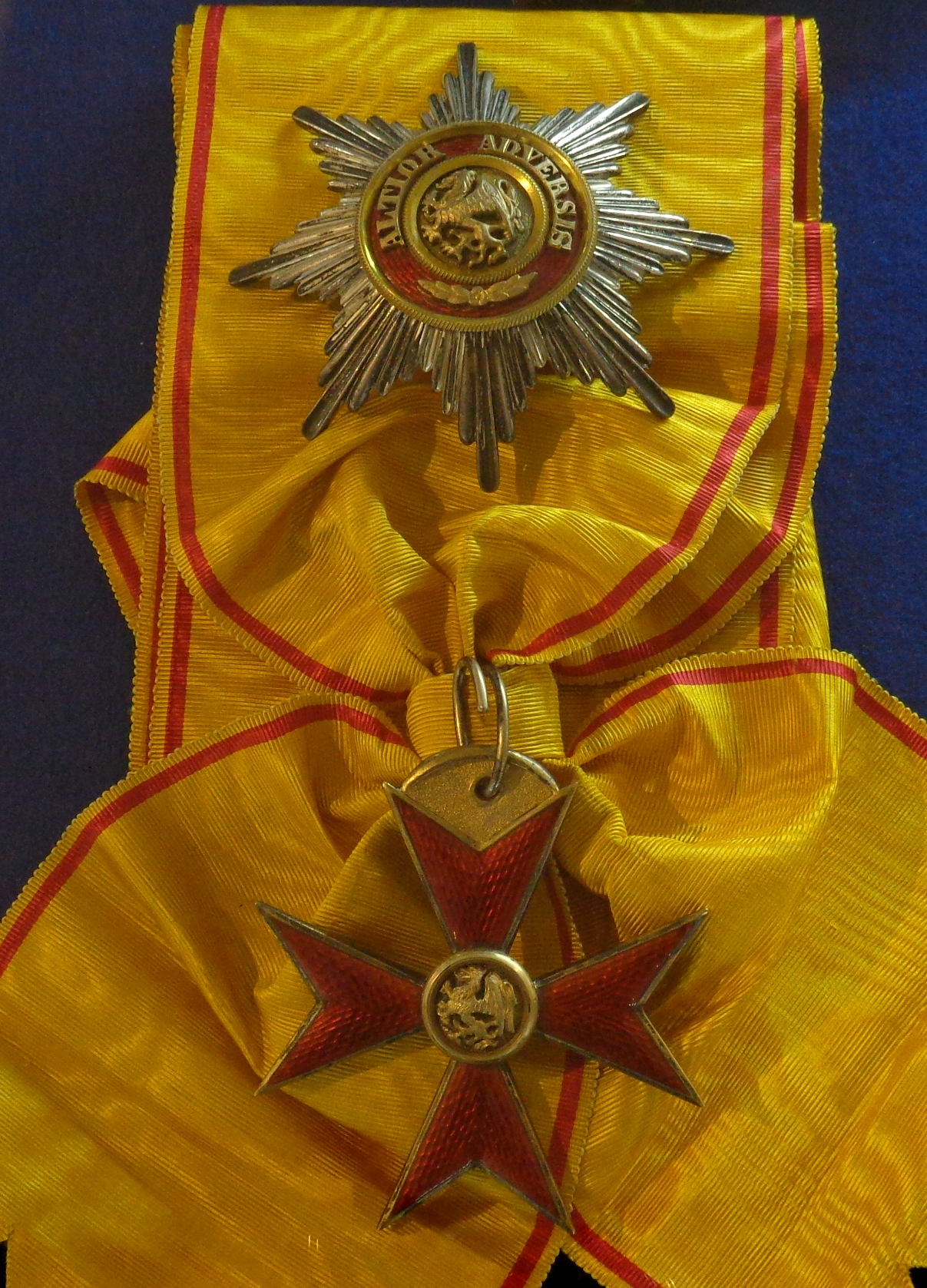
Großkreuz am Schulterband und Bruststern

Ordensband

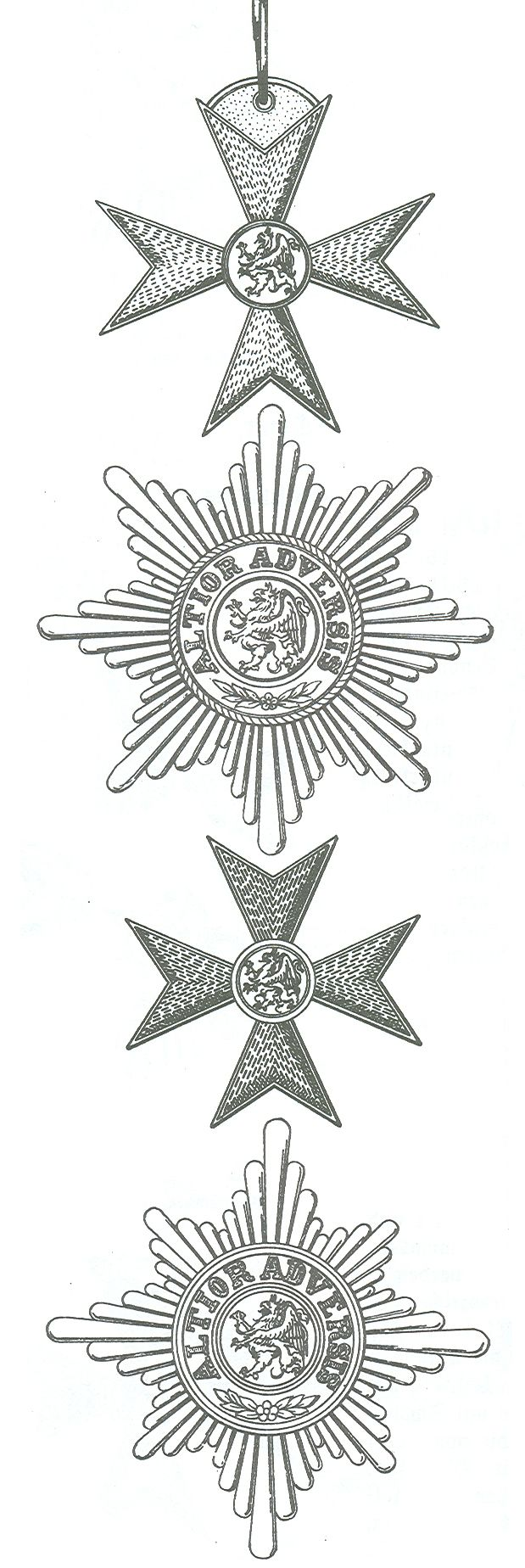
V. o. n. u. Kreuz und Bruststern des Großkreuzes, Ehrenkreuz, Bruststern der Großkomture

Der mecklenburgische Greifenorden wurde am 15. September 1884 von Großherzog Friedrich Franz III. von Mecklenburg zu dem Zweck, das Allerhöchste besondere Wohlwollen, sowie die Allerhöchste Anerkennung hervorragender Verdienste zum öffentlichen und sichtbaren Ausdruck zu bringen gestiftet. Ordensgroßmeister war der Großherzog von Mecklenburg-Schwerin. Das Statut wurde am 31. Januar 1902 und 7. Juni 1904 erweitert und mit Zusätzen versehen. Seit 1904 wurde der Orden für Mecklenburg-Schwerin und Mecklenburg-Strelitz verliehen. Zugleich rückte der Großherzog von Mecklenburg-Strelitz in den Rang eines Ordensgroßmeisters auf.

## Ordensklassen
Eingeteilt war der Greifenorden in vier Klassen:
- 1. Klasse: Großkreuz
- 2. Klasse:
  - a) Großkomturkreuz
  - b) Komturkreuz
- 3. Klasse: Ehrenkreuz
- 4. Klasse: Ritterkreuz

Die Insignien des Großkreuzes konnten mit Schwertern, die des Großkomtur- und Komturkreuzes mit Diamanten, das Ritterkreuz konnte mit der großherzoglichen Krone verliehen werden.

## Ordensdekoration
Das Ordenszeichen besteht aus einem rot emaillierten, goldbordierten achtspitzigen Kreuz mit einem goldenen Medaillon, das erhaben einen schreitenden Greifen zeigt.
Das Großkreuz wird an einem vier Zoll breiten, gewässerten hellgelben Band mit schmaler roter Einfassung von der rechten Schulter zur linken Hüfte getragen, das Großkomturkreuz und das Komturkreuz an einem schmaleren Band um den Hals, das Ehrenkreuz als Steckkreuz auf der linken Brust, das Ritterkreuz auf der linken Brust oder im Knopfloch. Im Übrigen unterscheiden sich die Klassen lediglich in der Größe.

## Bekannte Träger
- siehe: Träger des Greifenordens